# Zapowiednica
Zapowiednica (823 m) – szczyt Beskidu Wyspowego znajdujący się w długim grzbiecie łączącym Mogielicę (1170 m) z Przełęczą Słopnicką (759 m), zaraz po południowo-zachodniej stronie tej przełęczy. Jest to mało wybitne i całkowicie zalesione wzniesienie o dwóch wierzchołkach (823 i 790 m), wyższy jest wierzchołek zachodni.
Przez grzbiet Zapowiednicy biegnie granica między miejscowością Słopnice położoną na jej północnych stokach, oraz miejscowością Zalesie położoną na stokach południowych, a także dział wodny między zlewniami Słopniczanki i potoku Zbludza. Stokami południowymi od Przełęczy Słopnickiej prowadzi przez Zapowiednicę droga do należącego do Zalesia osiedla Bukowina, a drogą tą znakowany szlak turystyczny. Zarówno droga, jak i szlak omijają obydwa wierzchołki Zapowiednicy, trawersując je po południowej stronie

## Szlaki turystyki pieszej
Przełęcz Ostra-Cichoń – Cichoń – Cichoń – Przełęcz Słopnicka – Zapowiednica – Mogielica (3:15 h, ↓ 2:20 h).